# Reliquaire de saint Éleuthère

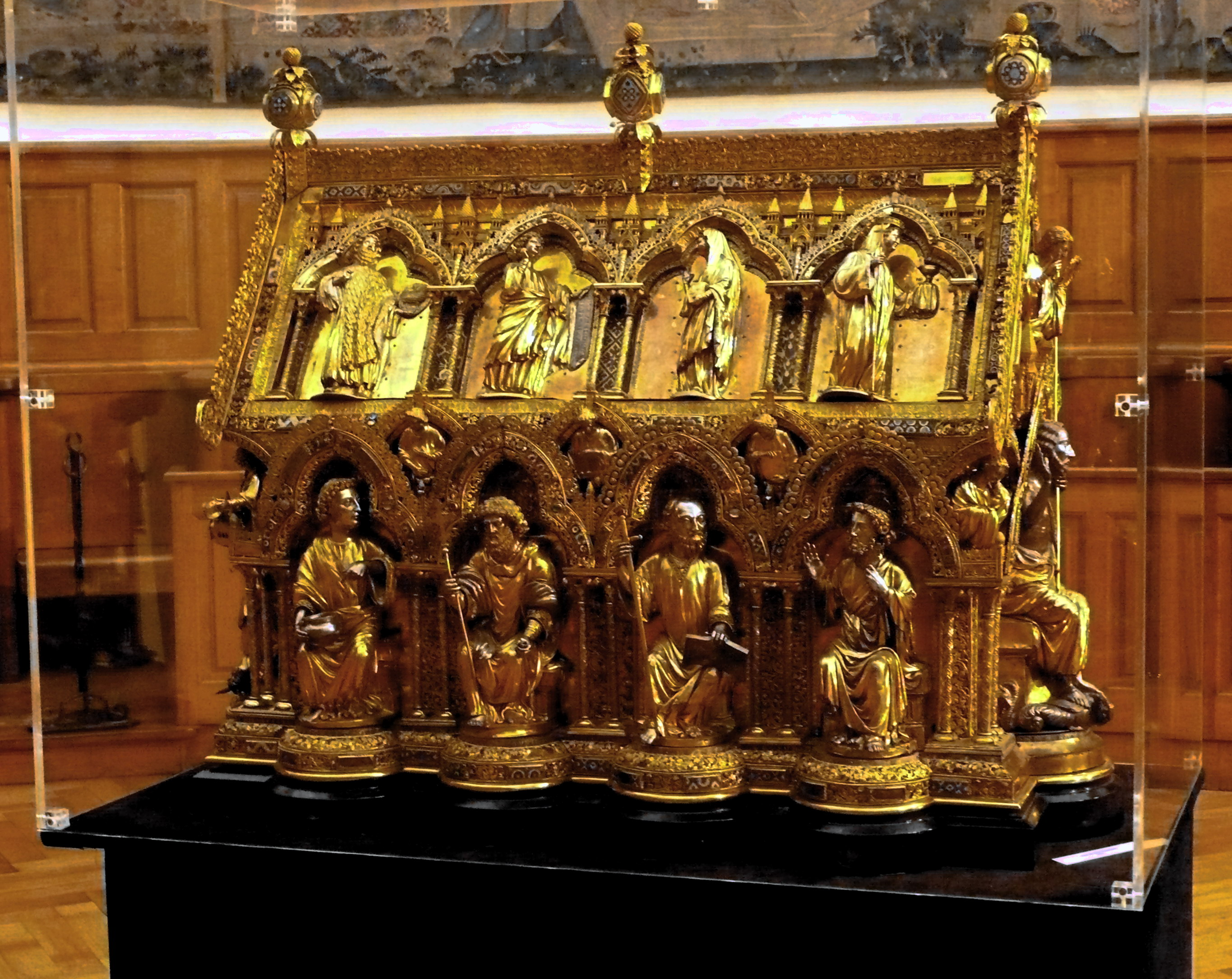
Le reliquaire de saint Éleuthère, 1247, dans la cathédrale de Tournai

Le grand reliquaire de saint Éleuthère est une châsse en cuivre doré et émail se trouvant dans la cathédrale de Tournai (Belgique). Créé en 1247 pour contenir les reliques de saint Eleuthère et pouvoir les offrir à la dévotion des fidèles, il est un des chefs-d'œuvre de l'art gothique . Commande de l'évêque Walter de Marvis de Tournai, ce reliquaire est attribué à l'atelier fondé par l'orfèvre Nicolas de Verdun (1130-1205).

## Histoire
Le reliquaire a été commandé par l'évêque Walter de Marvis de Tournai et achevé en 1247  à l'occasion de la translation solennelle (transfert) des reliques de saint Éleuthère de Tournai, traditionnellement considéré comme étant le premier évêque de la ville.
Le reliquaire a été créé à Tournai ou dans ses environs immédiats, autrefois au centre d'une production prolifique aujourd'hui presque entièrement perdue. Sa création est attribuée à l'atelier fondé par Nicolas de Verdun, le principal orfèvre de l'art mosan, qui acheva le reliquaire de Notre-Dame en 1205. Il est conservé au trésor de la cathédrale de Tournai, logé dans l'ancienne salle capitulaire.
Deux ans après l'achèvement de ce reliquaire, un autre fut créé pour accueillir le crâne de saint Éleuthère. Ce dernier est aujourd'hui perdu, avec son contenu.

## Description
Le reliquaire prend la forme architecturale d'une châsse ou d'un cercueil à pignons; son prototype le plus éloigné est le sarcophage à pignons qui était une convention romane établie en Europe du Nord, "une forme qui convenait parfaitement", a observé Marvin Ross en discutant du reliquaire en cuivre doré et émail de forme similaire de Saint Amand au Walters Art Museum "puisque ces châsses étaient en un sens aussi des tombes". Comme pour les tombes prototypiques, une arcade aveugle longe la base, formant des niches contenant les figures protectrices des apôtres et des prophètes. Dans son pignon, saint Éleuthère apparaît, tenant sa crosse dans une main et dans l'autre une maquette de la cathédrale avec ses cinq flèches.

Détails du reliquaire
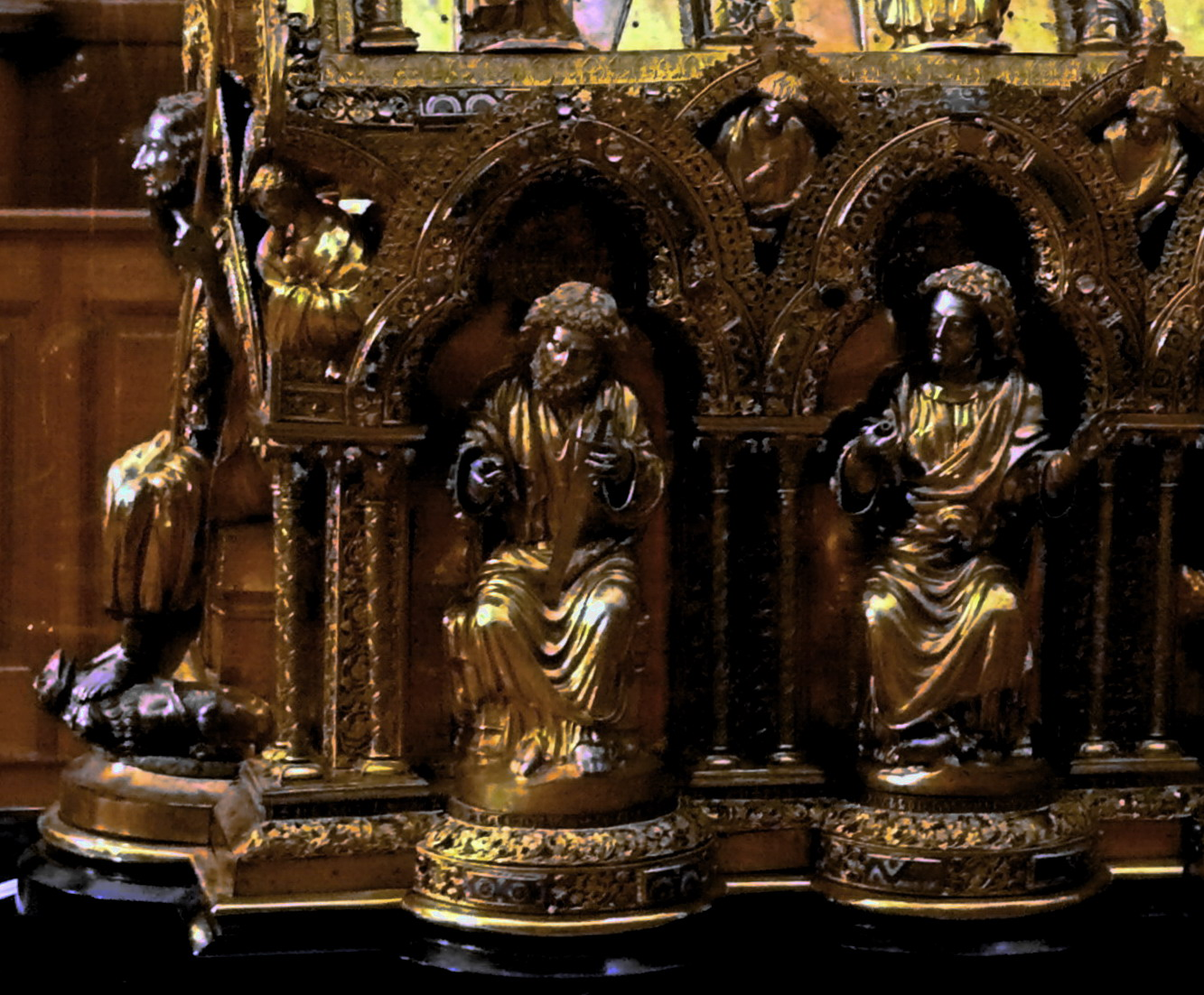
Coté A - gauche.
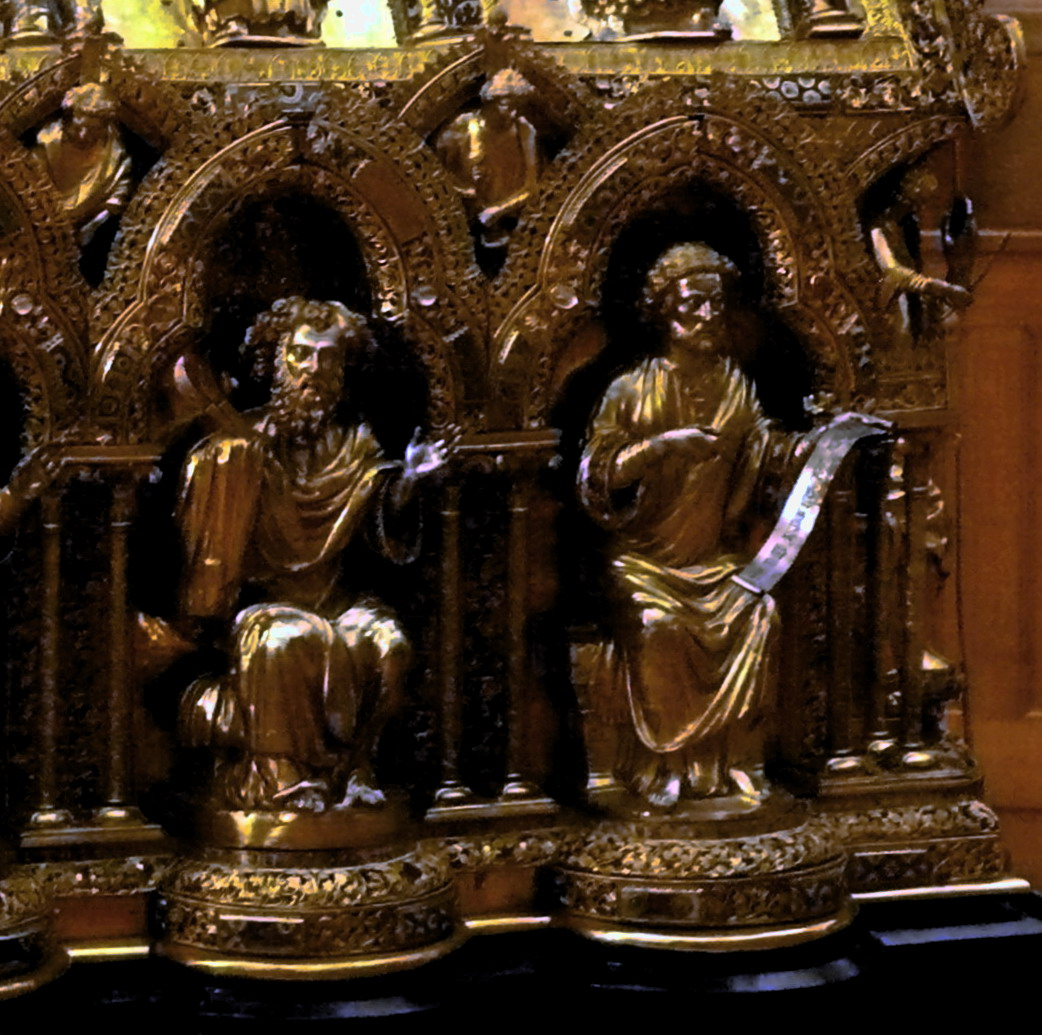
Coté A - droit.
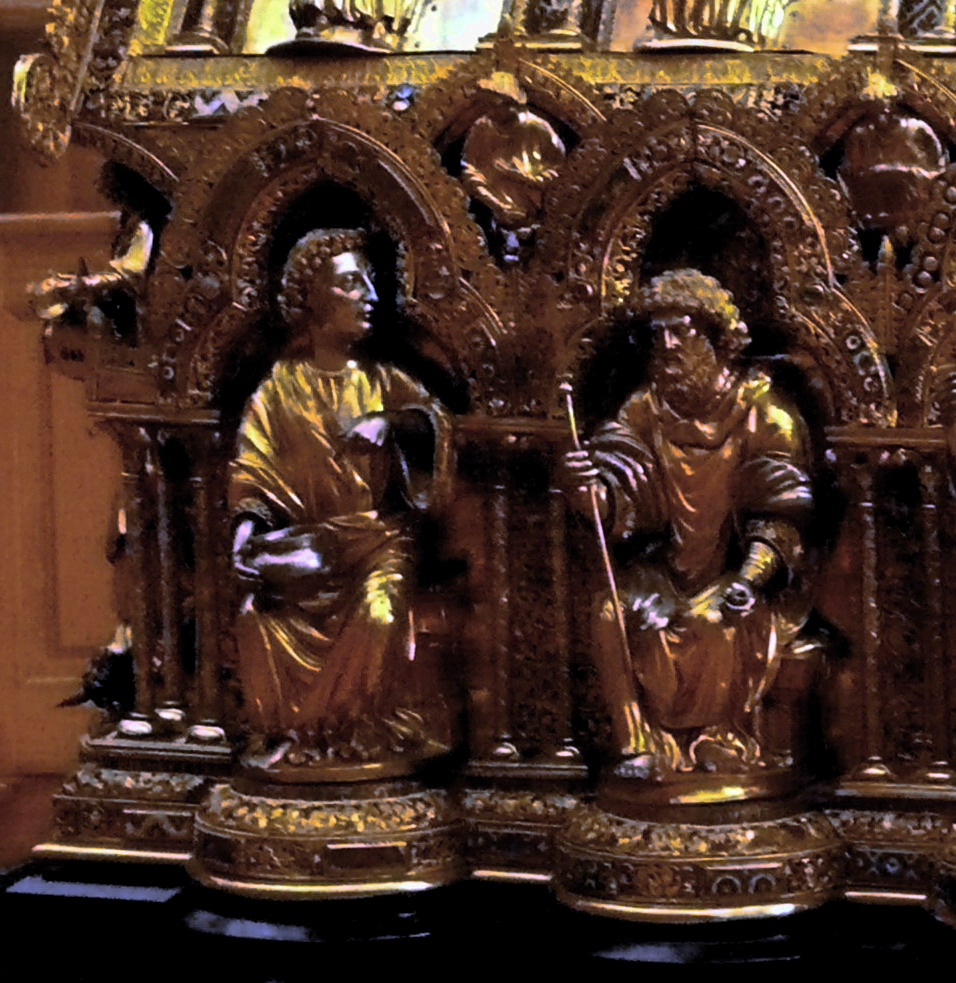
Coté B - gauche.
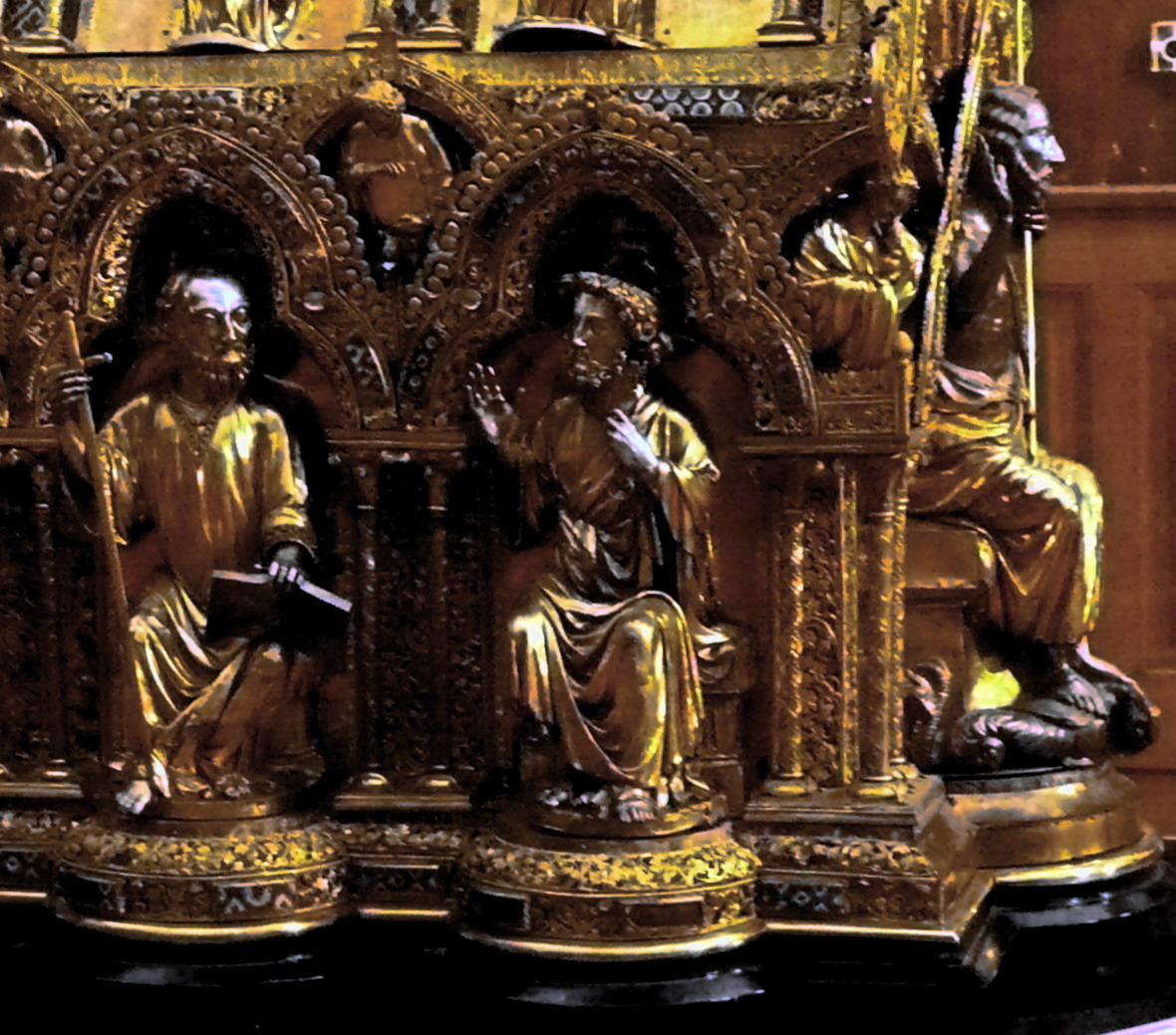
Coté B - droit.